# Портрет Шарля де Лонгваля
«Портре́т Ша́рля де Лонгваля» — картина фламандского художника Питера Пауля Рубенса из собрания Государственного Эрмитажа.
Картина является портретом испанского и австрийского военачальника Шарля (Карла) де Лонгваля и написана в 1621 году в память о его гибели под стенами крепости Нейгейзель в Венгрии во время Тридцатилетней войны. Создана, вероятно, по заказу сына Лонгваля Шарля-Альбера.
Сам Лонгваль изображён в центре композиции в овале, обрамлённом венком из лавровых и дубовых листьев. На нём доспехи, через его плечо перекинут шарф командующего, на шее висит орден Золотого руна. В левой руке Лонгваль держит фельдмаршальский жезл. На фоне портрета находятся слабочитаемые надписи, которые впервые были прочитаны и опубликованы лишь в 1969 году. Справа стоит подпись художника: Р. Rubens / Fecit et / pinxit / A 1621; слева имеется вдавленная надпись на нидерландском языке, сделанная рукой Лукаса Ворстермана: Dit cost / mij door't / quaet vonnis / sor<gh> en noot / Veel / nachten / Waken en / ongerust / heyt / groot / [VL] («Это стоило мне из-за злого приговора забот и лишений, многих ночей бодрствования и великой обиды»), указывающая на разрыв Ворстермана и Рубенса из-за давно назревавшего конфликта.
Портрет имеет в обрамлении многочисленные сюжетные линии, содержащие значительный аллегорический характер; специалист Эрмитажа Н. И. Грицай трактует сюжеты следующим образом.
Справа от овала находится Геракл с палицей, попирающий фигуру Раздора, чьи волосы выглядят как змеи, и многоглавую гидру Зависти и Бунта — это является прямым намёком на восстания в Богемии и Венгрии, в подавлении которых Лонгваль принимал активнейшее участие. Немного левее и выше Геракла стоит крылатая фигура Согласия с посохом, навершие которого сделано в форме рукопожатия. Эта фигура передает габсбургскому орлу, который находится сверху от портретного овала, шар, символизирующий земную сферу. Амурчики-путти над орлом держат в руках символы церкви — чашу и крест — и возлагают на орла лавровый венок победителя. Слева от портрета находится аллегория скорбящей Безопасности, за ней фигура Победы или Воинской Доблести, протягивающая орлу ветвь мира. По обоим краям картины изображены шесты с воинской арматурой.
В центре нижней части картины расположен воинский алтарь с гербовым щитом, к которому прислонены скрещенные погасшие факелы, символизирующие траур по погибшему Лонгвалю. По сторонам от алтаря находятся фигуры связанных пленников, мужчины и женщины, которые символизируют покорённые реки (кувшин у мужчины) и города (корона на голове женщины). На алтаре оставлено свободное место для посвятительной надписи, гербовый щит также не содержит никакой символики — Рубенс специально не стал тут делать надписей и изображать герб: поскольку картина фактически являлась эскизом для гравюры, которая впоследствии тиражировалась в мастерской Рубенса, то выбор надписей и герба оставался за гравёром.

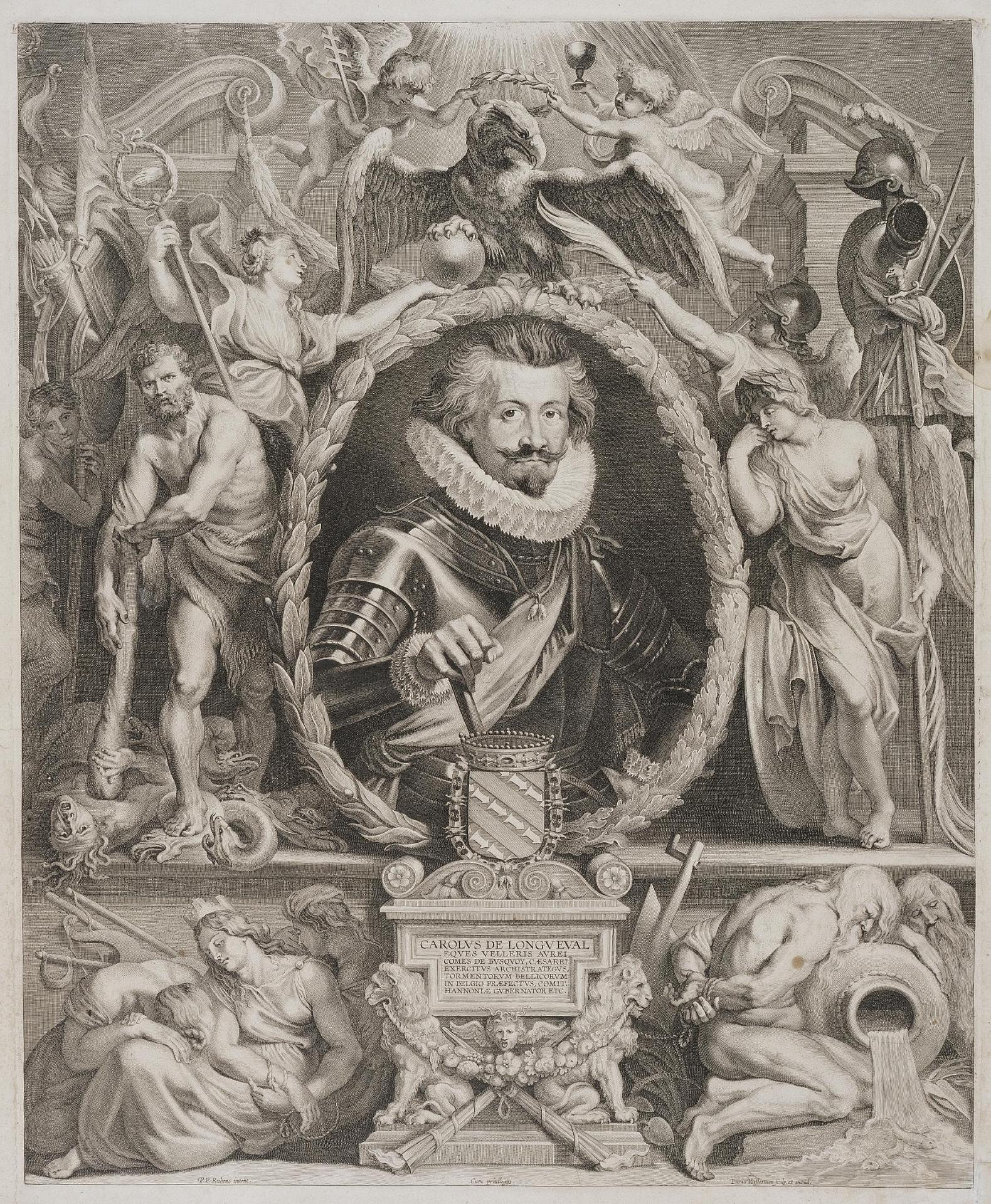
Лукас Ворстерман. «Портрет Шарля де Лонгваля». Бумага, гравюра резцом. Эрмитаж

В том же 1621 году картина была гравирована в зеркальном отображении Лукасом Ворстерманом, и это была его последняя работа в мастерской Рубенса: тогда же давно назревавший конфликт между художниками из-за раздела авторских прав и гонораров за гравюры Ворстермана, созданные на основе картин Рубенса, перешёл в открытое судебное противостояние. Один из сохранившихся отпечатков гравюры также имеется в коллекции Эрмитажа.
Впоследствии картина находилась в собрании графа И. Ф. фон Кобенцля в Брюсселе и в 1768 году была приобретена князем Д. А. Голицыным для императрицы Екатерины II. С тех пор она находится в Эрмитаже и впервые покинула пределы России лишь в 2003 году, когда была вывезена на временную выставку в Лондон. Картина выставляется на 2-м этаже здания Нового Эрмитажа в зале 247 (Зал Рубенса).